# Hochhaide
Hochhaide (2363 m n. m.) je hora v Rottenmannských Taurách na území rakouské spolkové země Štýrsko. Nachází se v hřebeni vybíhajícím od hory Grosser Bösenstein (2448 m) směrem na severozápad. Na jihu ji sedlo Moserscharte (2160 m) odděluje od hory Dreistecken (2382 m) a ne severozápadě sedlo Bachsprengscharte (2140 m) od hory Moserspitz (2230 m). Od severního nižšího vrcholu (2340 m) vybíhá směrem na sever krátký boční hřeben Sonnwendriedel s nevýrazným vrcholem Horngrund (2108 m) a směrem na východ zubatý hřeben Schafzähne s vrcholem Almspitz (2188 m). Pod jihovýchodními svahy hory se rozkládá jezero Grünersee.

## Přístup
- po značené turistické cestě č. 944 od chaty Rottenmanner Hütte
- po značené turistické cestě č. 944 od chaty Edelrautehütte